# جيفري تي ميلر
جيفري تي ميلر (بالإنجليزية: Jeffrey T. Miller) هو قاضي ومحامي أمريكي، ولد في 1943 في نيويورك في الولايات المتحدة.